# Cranbrook (Kent)
Cranbrook es una parroquia civil y una villa del distrito de Tunbridge Wells, en el condado de Kent (Inglaterra).

## Geografía
Según la Oficina Nacional de Estadística británica, Cranbrook tiene una superficie de 41,95 km².

## Demografía
Según el censo de 2001, Cranbrook tenía 6603 habitantes (47,93% varones, 52,07% mujeres) y una densidad de población de 157,4 hab/km². El 23,47% eran menores de 16 años, el 68,44% tenían entre 16 y 74 y el 8,09% eran mayores de 74. La media de edad era de 39,07 años. Del total de habitantes con 16 o más años, el 24,86% estaban solteros, el 58,54% casados y el 16,6% divorciados o viudos.
El 92,25% de los habitantes eran originarios del Reino Unido. El resto de países europeos englobaban al 2,47% de la población, mientras que el 5,29% había nacido en cualquier otro lugar. Según su grupo étnico, el 98,47% eran blancos, el 0,59% mestizos, el 0,29% asiáticos, el 0,15% negros, el 0,29% chinos y el 0,21% de cualquier otro. El cristianismo era profesado por el 77,07%, el budismo por el 0,15%, el judaísmo por el 0,23%, el islam por el 0,47% y cualquier otra religión, salvo el hinduismo y el sijismo, por el 0,29%. El 15,56% no eran religiosos y el 6,23% no marcaron ninguna opción en el censo.
2909 habitantes eran económicamente activos, 2808 de ellos (96,53%) empleados y 101 (3,47%) desempleados. Había 2531 hogares con residentes, 50 vacíos y 21 eran alojamientos vacacionales o segundas residencias.